# کاترین لینده
کاترین لینده (استونیایی: Katrin Linde؛ زادهٔ ۲۷ سپتامبر ۱۹۵۱) سیاستمدار، هنرمند و نماینده سابق مجلس اهل استونی است.